# Ivan IV (ópera)

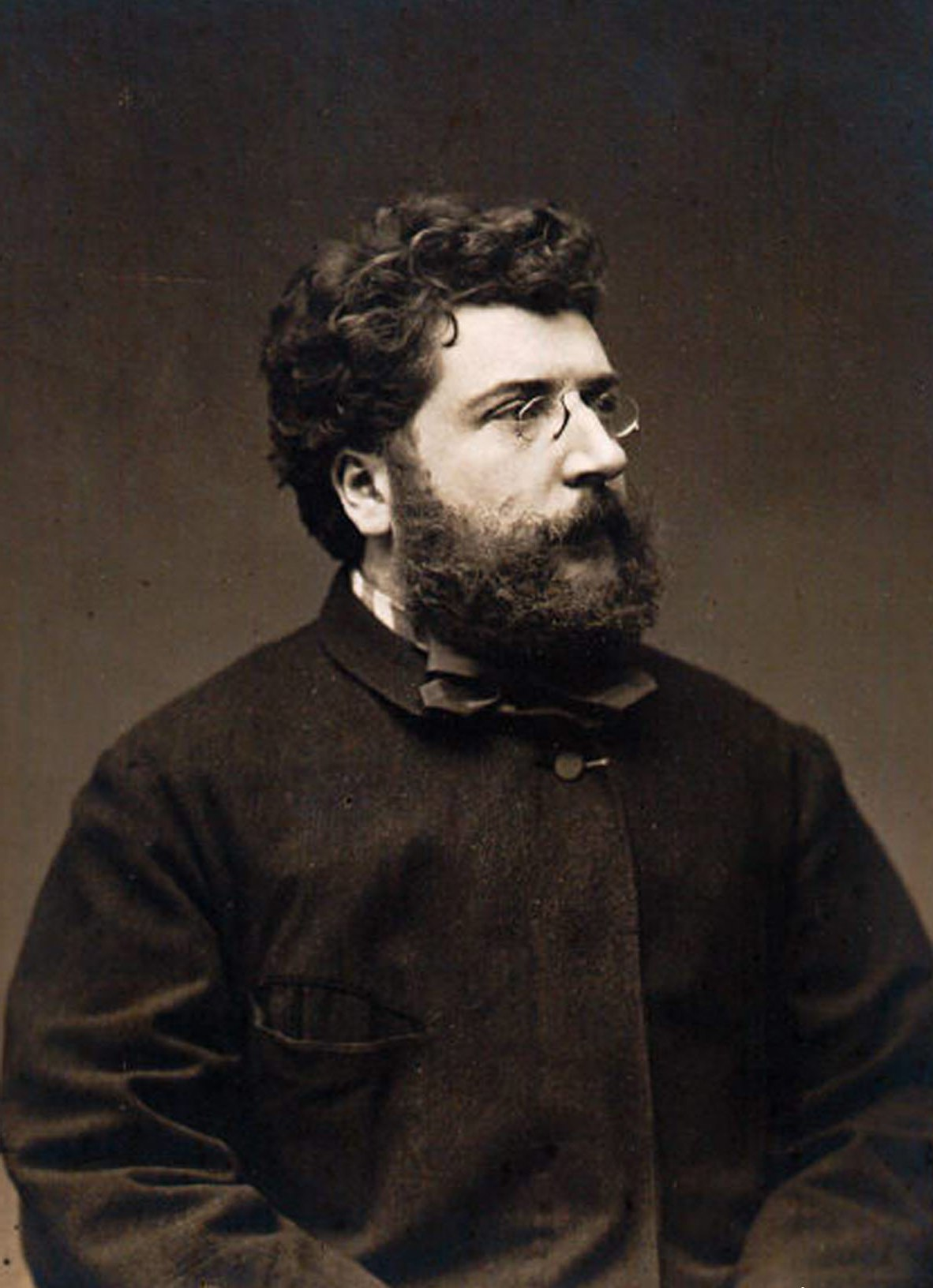
Georges Bizet, autor da ópera Ivan IV.

Ivan IV é uma ópera em cinco atos de Georges Bizet, com libreto por François-Hippolyte Leroy e Henri Trianon.

## Papéis
| Papéis                         | Voz            | Elenco, 12 de Outubro de 1951 (Maestro: Adolphe Lebot) |
| ------------------------------ | -------------- | ------------------------------------------------------ |
| Ivan IV, Czar da Rússia        | bass           | Pierre Nougaro                                         |
| Marie, filha de Temrouk        | soprano        | Georgette Camart                                       |
| Igor, irmão de Marie           | tenor          | Miro Skala                                             |
| Temrouk, Príncipe da Circássia | bass           | Michel Taverne                                         |
| Yorloff, um boiardo            | baixo-barítono | Charles Soix                                           |
| jovem búlgara                  | mezzo-soprano  | René Coulon                                            |
| Olga, Irmã de Ivan             | soprano        | Marthe Couste                                          |
| Um agente russo                | tenor          | Paul Grosjean                                          |
| um circassiano                 | bass           | Raymond Romanin                                        |